# Campeonato de Tercera División 1956 (Argentina)
El Campeonato de Tercera División 1956, conocido como Tercera de Ascenso 1956,  fue la vigésima edición de este torneo y la sexta como cuarta categoría del fútbol argentino, por lo que se la considera como antecesora de la actual Primera D.
Debido a la reestructuración planteada por la AFA, para los torneos de ascenso en 1950, se creó un cuarto nivel de competencia, que se denominó Tercera de Ascenso.
Del torneo jugado en 1956, participaron 10 equipos, que jugaron a dos ruedas todos contra todos, un total de 18 encuentros.
De los 7 equipos de 1955 no estaba Deportivo Morón que había ganado el torneo. A su vez se le dio afiliación a Almirante Brown (que reemplazó a Deportivo San Justo), Sportivo Palermo, Muñiz, General Lamadrid y 9 de Julio.

## Ascensos y afiliados
| Pos. | Equipos ascendidos a la Segunda División 1956 |
| ---- | --------------------------------------------- |
| 1.º  | Deportivo Morón                               |

| Equipos afiliados                                     |
| ----------------------------------------------------- |
| Almirante Brown (en reemplazo de Deportivo San Justo) |
| Sportivo Palermo                                      |
| Deportivo Muñiz                                       |
| General Lamadrid                                      |
| 9 de Julio                                            |

- De esta manera, el número de participantes aumentó a 10.

## Equipos participantes
| Equipo             | Localidad       |
| ------------------ | --------------- |
| 9 de Julio         | Merlo           |
| Almirante Brown    | San Justo       |
| Central Argentino  | Villa Ballester |
| Deportivo Muñiz    | Muñiz           |
| General Lamadrid   | Villa Devoto    |
| Juventud de Bernal | Bernal          |
| La Paternal        | La Paternal     |
| Macabi             | Balvanera       |
| Pilar              | Pilar           |
| Sportivo Palermo   | Palermo         |

## Tabla de posiciones final
| Pos. | Equipo             | Pts. | PJ | PG | PE | PP | GF | GC | Dif. |
| ---- | ------------------ | ---- | -- | -- | -- | -- | -- | -- | ---- |
| 01.º | Almirante Brown    | 33   | 18 | 15 | 3  | 0  | 57 | 17 | 40   |
| 02.º | Juventud de Bernal | 28   | 18 | 12 | 4  | 2  | 52 | 26 | 26   |
| 03.º | Sportivo Palermo   | 24   | 18 | 9  | 6  | 3  | 42 | 22 | 20   |
| 04.º | Pilar              | 24   | 18 | 10 | 4  | 4  | 21 | 19 | 2    |
| 05.º | Deportivo Muñiz    | 16   | 18 | 5  | 6  | 7  | 46 | 50 | −4   |
| 06.º | Central Argentino  | 14   | 18 | 4  | 6  | 8  | 29 | 32 | −3   |
| 07.º | La Paternal        | 13   | 18 | 5  | 3  | 10 | 43 | 45 | −2   |
| 08.º | General Lamadrid   | 12   | 18 | 4  | 4  | 10 | 24 | 39 | −15  |
| 09.º | Macabi             | 7    | 18 | 3  | 1  | 14 | 26 | 63 | −37  |
| 10.º | 9 de Julio         | 7    | 18 | 3  | 1  | 14 | 19 | 70 | −51  |

|  | Campeón y ascenso a la Primera Amateur. |
|  | Ascenso a la Primera Amateur.           |

## Resultados
| Fecha 1          | Fecha 1   | Fecha 1            | Fecha 1      | Fecha 1    | Fecha 1 |
| Local            | Resultado | Visitante          | Lugar        | Fecha      |         |
| ---------------- | --------- | ------------------ | ------------ | ---------- | ------- |
| Deportivo Muñiz  | 2 - 0     | General Lamadrid   | Muñiz        | 26 de mayo |         |
| Macabi           | 1 - 0     | Central Argentino  | Belgrano     | 26 de mayo |         |
| Pilar            | 5 - 0     | 9 de Julio         | Pilar        | 26 de mayo |         |
| Sportivo Palermo | 3 - 4     | Almirante Brown    | Villa Crespo | 26 de mayo |         |
| La Paternal      | 2 - 6     | Juventud de Bernal | La Paternal  | 26 de mayo |         |

| Fecha 2            | Fecha 2   | Fecha 2          | Fecha 2         | Fecha 2    | Fecha 2 |
| Local              | Resultado | Visitante        | Ciudad          | Fecha      |         |
| ------------------ | --------- | ---------------- | --------------- | ---------- | ------- |
| La Paternal        | 5 - 5     | Deportivo Muñiz  | La Paternal     | 9 de junio |         |
| Juventud de Bernal | 0 - 0     | Sportivo Palermo | Bernal          | 9 de junio |         |
| Almirante Brown    | 3 - 2     | Pilar            | San Justo       | 9 de junio |         |
| 9 de Julio         | 2 - 0     | Macabi           | Mataderos       | 9 de junio |         |
| Central Argentino  | 3 - 1     | General Lamadrid | Villa Ballester | 9 de junio |         |

| Fecha 3          | Fecha 3   | Fecha 3            | Fecha 3      | Fecha 3     | Fecha 3 |
| Local            | Resultado | Visitante          | Lugar        | Fecha       |         |
| ---------------- | --------- | ------------------ | ------------ | ----------- | ------- |
| Deportivo Muñiz  | 2 - 2     | Central Argentino  | Muñiz        | 16 de junio |         |
| General Lamadrid | 1 - 0     | 9 de Julio         | Villa Devoto | 16 de junio |         |
| Macabi           | 2 - 5     | Almirante Brown    | Belgrano     | 16 de junio |         |
| Pilar            | 2 - 2     | Juventud de Bernal | Pilar        | 16 de junio |         |
| Sportivo Palermo | 1 - 3     | La Paternal        | Villa Crespo | 16 de junio |         |

| Fecha 4            | Fecha 4   | Fecha 4           | Fecha 4      | Fecha 4     | Fecha 4 |
| Local              | Resultado | Visitante         | Lugar        | Fecha       |         |
| ------------------ | --------- | ----------------- | ------------ | ----------- | ------- |
| Sportivo Palermo   | 3 - 3     | Deportivo Muñiz   | Villa Crespo | 23 de junio |         |
| La Paternal        | 2 - 5     | Pilar             | La Paternal  | 23 de junio |         |
| Juventud de Bernal | 4 - 0     | Macabi            | Bernal       | 23 de junio |         |
| Almirante Brown    | 3 - 0     | General Lamadrid  | San Justo    | 23 de junio |         |
| 9 de Julio         | 2 - 2     | Central Argentino | Mataderos    | 23 de junio |         |

| Fecha 5           | Fecha 5   | Fecha 5            | Fecha 5         | Fecha 5     | Fecha 5 |
| Local             | Resultado | Visitante          | Lugar           | Fecha       |         |
| ----------------- | --------- | ------------------ | --------------- | ----------- | ------- |
| Deportivo Muñiz   | 5 - 1     | 9 de Julio         | Muñiz           | 30 de junio |         |
| Central Argentino | 0 - 0     | Almirante Brown    | Villa Ballester | 30 de junio |         |
| General Lamadrid  | 0 - 2     | Juventud de Bernal | Villa Devoto    | 30 de junio |         |
| Macabi            | 3 - 2     | La Paternal        | Belgrano        | 30 de junio |         |
| Pilar             | 1 - 4     | Sportivo Palermo   | Pilar           | 30 de junio |         |

| Fecha 6            | Fecha 6   | Fecha 6           | Fecha 6      | Fecha 6    | Fecha 6 |
| Local              | Resultado | Visitante         | Lugar        | Fecha      |         |
| ------------------ | --------- | ----------------- | ------------ | ---------- | ------- |
| Pilar              | 5 - 2     | Deportivo Muñiz   | Pilar        | 7 de julio |         |
| Sportivo Palermo   | 3 - 1     | Macabi            | Villa Crespo | 7 de julio |         |
| La Paternal        | 1 - 2     | General Lamadrid  | La Paternal  | 7 de julio |         |
| Juventud de Bernal | 3 - 1     | Central Argentino | Bernal       | 7 de julio |         |
| Almirante Brown    | 2 - 0     | 9 de Julio        | San Justo    | 7 de julio |         |

| Fecha 7           | Fecha 7   | Fecha 7            | Fecha 7         | Fecha 7     | Fecha 7 |
| Local             | Resultado | Visitante          | Lugar           | Fecha       |         |
| ----------------- | --------- | ------------------ | --------------- | ----------- | ------- |
| Deportivo Muñiz   | 0 - 1     | Almirante Brown    | Muñiz           | 14 de julio |         |
| 9 de Julio        | 0 - 5     | Juventud de Bernal | Mataderos       | 14 de julio |         |
| Central Argentino | 1 - 1     | La Paternal        | Villa Ballester | 14 de julio |         |
| General Lamadrid  | 1 - 1     | Sportivo Palermo   | Villa Devoto    | 14 de julio |         |
| Macabi            | 1 - 4     | Pilar              | Belgrano        | 14 de julio |         |

| Fecha 8            | Fecha 8   | Fecha 8           | Fecha 8      | Fecha 8     | Fecha 8 |
| Local              | Resultado | Visitante         | Lugar        | Fecha       |         |
| ------------------ | --------- | ----------------- | ------------ | ----------- | ------- |
| Macabi             | 1 - 3     | Deportivo Muñiz   | Belgrano     | 21 de julio |         |
| Pilar              | 4 - 2     | General Lamadrid  | Pilar        | 21 de julio |         |
| Sportivo Palermo   | 0 - 0     | Central Argentino | Villa Crespo | 21 de julio |         |
| La Paternal        | 6 - 1     | 9 de Julio        | La Paternal  | 21 de julio |         |
| Juventud de Bernal | 2 - 2     | Almirante Brown   | Bernal       | 21 de julio |         |

| Fecha 9           | Fecha 9   | Fecha 9            | Fecha 9         | Fecha 9     | Fecha 9 |
| Local             | Resultado | Visitante          | Lugar           | Fecha       |         |
| ----------------- | --------- | ------------------ | --------------- | ----------- | ------- |
| Deportivo Muñiz   | 3 - 4     | Juventud de Bernal | Muñiz           | 28 de julio |         |
| Almirante Brown   | 2 - 0     | La Paternal        | San Justo       | 28 de julio |         |
| 9 de Julio        | 0 - 11    | Sportivo Palermo   | Mataderos       | 28 de julio |         |
| Central Argentino | 2 - 1     | Pilar              | Villa Ballester | 28 de julio |         |
| General Lamadrid  | 2 - 0     | Macabi             | Villa Devoto    | 28 de julio |         |

| Fecha 10           | Fecha 10  | Fecha 10         | Fecha 10        | Fecha 10    | Fecha 10 |
| Local              | Resultado | Visitante        | Lugar           | Fecha       |          |
| ------------------ | --------- | ---------------- | --------------- | ----------- | -------- |
| General Lamadrid   | 2 - 2     | Deportivo Muñiz  | Villa Devoto    | 4 de agosto |          |
| Central Argentino  | 4 - 1     | Macabi           | Villa Ballester | 4 de agosto |          |
| 9 de Julio         | 0 - 4     | Pilar            | Mataderos       | 4 de agosto |          |
| Almirante Brown    | 4 - 0     | Sportivo Palermo | San Justo       | 4 de agosto |          |
| Juventud de Bernal | 2 - 0     | La Paternal      | Bernal          | 4 de agosto |          |

| Fecha 11         | Fecha 11  | Fecha 11           | Fecha 11     | Fecha 11     | Fecha 11 |
| Local            | Resultado | Visitante          | Lugar        | Fecha        |          |
| ---------------- | --------- | ------------------ | ------------ | ------------ | -------- |
| Deportivo Muñiz  | 0 - 0     | La Paternal        | Muñiz        | 18 de agosto |          |
| Sportivo Palermo | 2 - 0     | Juventud de Bernal | Villa Crespo | 18 de agosto |          |
| Pilar            | 2 - 2     | Almirante Brown    | Pilar        | 18 de agosto |          |
| Macabi           | 2 - 0     | 9 de Julio         | Belgrano     | 18 de agosto |          |
| General Lamadrid | 1 - 2     | Central Argentino  | Villa Devoto | 18 de agosto |          |

| Fecha 12           | Fecha 12  | Fecha 12         | Fecha 12        | Fecha 12     | Fecha 12 |
| Local              | Resultado | Visitante        | Lugar           | Fecha        |          |
| ------------------ | --------- | ---------------- | --------------- | ------------ | -------- |
| Central Argentino  | 3 - 2     | Deportivo Muñiz  | Villa Ballester | 18 de agosto |          |
| 9 de Julio         | 2 - 1     | General Lamadrid | Mataderos       | 18 de agosto |          |
| Almirante Brown    | 7 - 1     | Macabi           | San Justo       | 18 de agosto |          |
| Juventud de Bernal | 4 - 2     | Pilar            | Bernal          | 18 de agosto |          |
| La Paternal        | 1 - 3     | Sportivo Palermo | La Paternal     | 18 de agosto |          |

| Fecha 13          | Fecha 13  | Fecha 13           | Fecha 13        | Fecha 13     | Fecha 13 |
| Local             | Resultado | Visitante          | Lugar           | Fecha        |          |
| ----------------- | --------- | ------------------ | --------------- | ------------ | -------- |
| Deportivo Muñiz   | 0 - 1     | Sportivo Palermo   | Muñiz           | 25 de agosto |          |
| Pilar             | 3 - 2     | La Paternal        | Pilar           | 25 de agosto |          |
| Macabi            | 3 - 4     | Juventud de Bernal | Belgrano        | 25 de agosto |          |
| General Lamadrid  | 2 - 3     | Almirante Brown    | Villa Devoto    | 25 de agosto |          |
| Central Argentino | 5 - 1     | 9 de Julio         | Villa Ballester | 25 de agosto |          |

| Fecha 14           | Fecha 14  | Fecha 14          | Fecha 14     | Fecha 14         | Fecha 14 |
| Local              | Resultado | Visitante         | Lugar        | Fecha            |          |
| ------------------ | --------- | ----------------- | ------------ | ---------------- | -------- |
| 9 de Julio         | 3 - 5     | Deportivo Muñiz   | Mataderos    | 15 de septiembre |          |
| Almirante Brown    | 4 - 1     | Central Argentino | San Justo    | 15 de septiembre |          |
| Juventud de Bernal | 3 - 1     | General Lamadrid  | Bernal       | 15 de septiembre |          |
| La Paternal        | 4 - 2     | Macabi            | La Paternal  | 15 de septiembre |          |
| Sportivo Palermo   | 0 - 0     | Pilar             | Villa Crespo | 15 de septiembre |          |

| Fecha 15          | Fecha 15  | Fecha 15           | Fecha 15        | Fecha 15         | Fecha 15 |
| Local             | Resultado | Visitante          | Lugar           | Fecha            |          |
| ----------------- | --------- | ------------------ | --------------- | ---------------- | -------- |
| Deportivo Muñiz   | 3 - 3     | Pilar              | Muñiz           | 22 de septiembre |          |
| Macabi            | 0 - 2     | Sportivo Palermo   | Belgrano        | 22 de septiembre |          |
| General Lamadrid  | 3 - 4     | La Paternal        | Villa Devoto    | 22 de septiembre |          |
| Central Argentino | 2 - 2     | Juventud de Bernal | Villa Ballester | 22 de septiembre |          |
| 9 de Julio        | 0 - 4     | Almirante Brown    | Mataderos       | 22 de septiembre |          |

| Fecha 16           | Fecha 16  | Fecha 16          | Fecha 16     | Fecha 16         | Fecha 16 |
| Local              | Resultado | Visitante         | Lugar        | Fecha            |          |
| ------------------ | --------- | ----------------- | ------------ | ---------------- | -------- |
| Almirante Brown    | 6 - 0     | Deportivo Muñiz   | San Justo    | 22 de septiembre |          |
| Juventud de Bernal | 5 - 1     | 9 de Julio        | Bernal       | 22 de septiembre |          |
| La Paternal        | 7 - 1     | Central Argentino | La Paternal  | 22 de septiembre |          |
| Sportivo Palermo   | 2 - 2     | General Lamadrid  | Villa Crespo | 22 de septiembre |          |
| Pilar              | 6 - 1     | Macabi            | Pilar        | 22 de septiembre |          |

| Fecha 17          | Fecha 17  | Fecha 17           | Fecha 17        | Fecha 17      | Fecha 17 |
| Local             | Resultado | Visitante          | Lugar           | Fecha         |          |
| ----------------- | --------- | ------------------ | --------------- | ------------- | -------- |
| Deportivo Muñiz   | 9 - 5     | Macabi             | Muñiz           | 13 de octubre |          |
| General Lamadrid  | 1 - 3     | Pilar              | Villa Devoto    | 13 de octubre |          |
| Central Argentino | 0 - 1     | Sportivo Palermo   | Villa Ballester | 13 de octubre |          |
| 9 de Julio        | 4 - 3     | La Paternal        | Mataderos       | 13 de octubre |          |
| Almirante Brown   | 4 - 1     | Juventud de Bernal | San Justo       | 13 de octubre |          |

| Fecha 18           | Fecha 18  | Fecha 18          | Fecha 18     | Fecha 18      | Fecha 18 |
| Local              | Resultado | Visitante         | Lugar        | Fecha         |          |
| ------------------ | --------- | ----------------- | ------------ | ------------- | -------- |
| Juventud de Bernal | 3 - 1     | Deportivo Muñiz   | Bernal       | 20 de octubre |          |
| La Paternal        | 0 - 1     | Almirante Brown   | La Paternal  | 20 de octubre |          |
| Sportivo Palermo   | 4 - 2     | 9 de Julio        | Villa Crespo | 20 de octubre |          |
| Pilar              | 3 - 0     | Central Argentino | Pilar        | 20 de octubre |          |
| Macabi             | 2 - 2     | General Lamadrid  | Belgrano     | 20 de octubre |          |